# روح کهربایی
روح کهربایی، شبح کهربایی یا فانتوم کهربایی (نام علمی: Haetera piera) گونهای پروانه است که در زیر خانواده قهوه‌ای‌بالان و تیره فرچه‌پایان قرار دارد. مجموعه سرزمین‌های گینهen:Guianas، برزیل، اکوادور، پرو، بولیوی و ونزوئلا زیستگاه این حشره است.

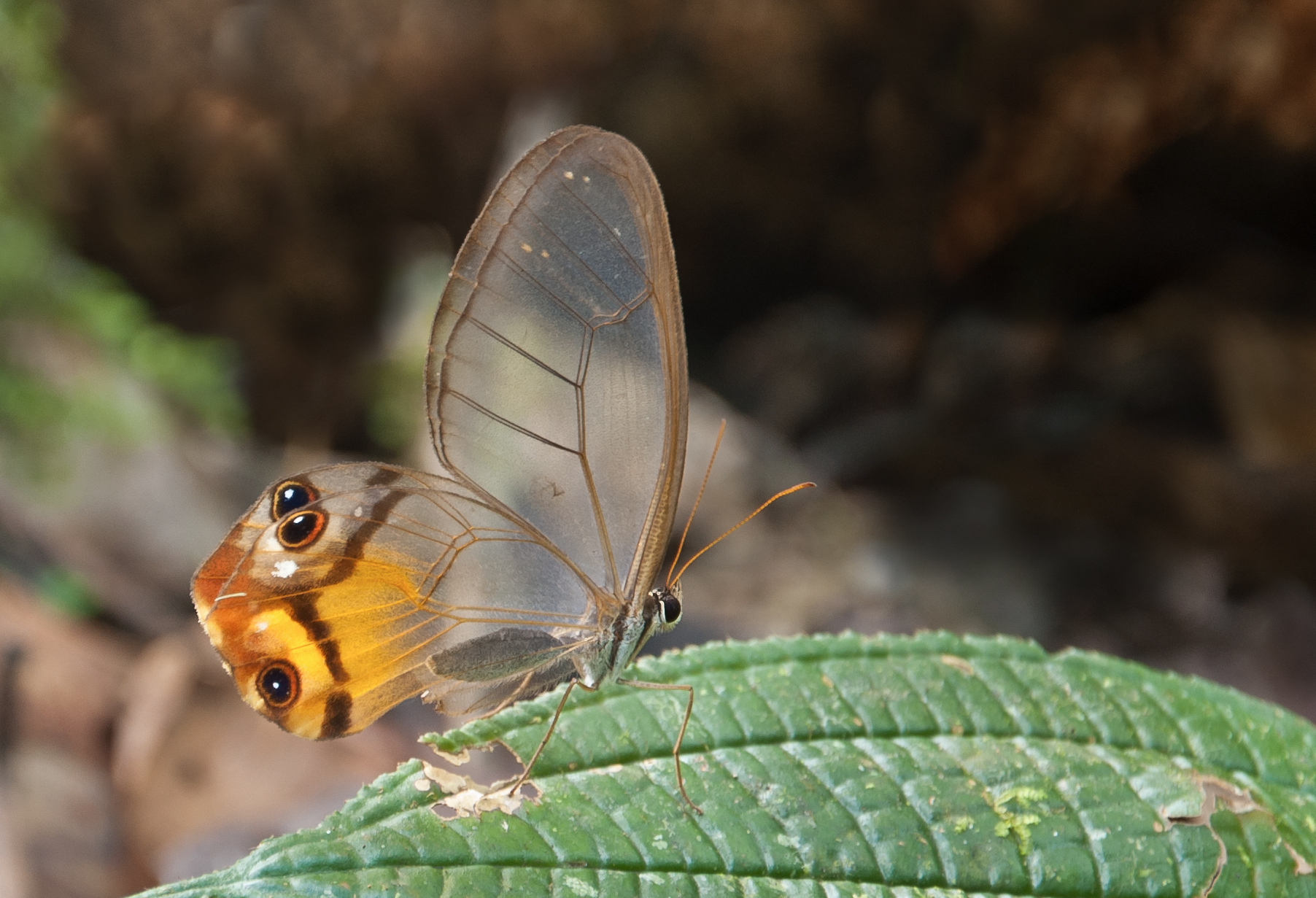
پتاری-تپویی٬ پارک ملی کانایما٬ ونزوئلا

این گونه دارای بال‌های شفاف است.